# Управление репутацией
Управление репутацией — методика выявления факторов, влияющих на репутацию бизнес-структуры или частного лица. Изначально термин относился к сфере связей с общественностью, но развитие компьютерных технологий, интернета и социальных медиа сделало его в большинстве случаев зависимым от результатов поисковой выдачи.
Иногда этот термин употребляется с негативным оттенком, в контексте создания поддельных сайтов рецензий, цензуры отрицательных отзывов или использования приемов SEO, чтобы обмануть алгоритмы и повлиять на поисковую выдачу. В большинстве случаев управление репутацией имеет этические нормы, в частности, реакция на жалобы клиентов, бывших и текущих сотрудников компаний, переговоры с администрацией сайтов для удаления некорректной информации и использования обратной связи для влияния на продукты компании.

## История
Понятие изначально задумывалось с целью расширения сферы связей с общественностью за пределы традиционных медиа. С развитием интернета и социальных медиа понятие стало больше относиться к сайтам с отзывами, социальным сетям и самое главное топу поисковой выдачи по бренду или частному лицу.
В 2007-м исследование калифорнийского университета Беркли выявило, что некоторые продавцы управляли репутацией на eBay путём продажи товара со скидкой в обмен на хвалебные отзывы для получения преимущества перед другими продавцами.

## Основные понятия
Управление репутацией — комплекс мероприятий по работе с репутацией частного лица или компании, выявления фактов, которые вредят ей, и использование каналов обратной связи с потребителем для реакции или раннего выявления возможных негативных последствий для репутации. Основная задача управления репутацией — это нивелирование влияния негативной информации. Управление репутацией — это попытка преодолеть пропасть между тем, как компания позиционирует себя и как её видят другие. В современных условиях зачастую требуется не только управление репутацией в интернете, а управление и поддержка деловой репутации, тем более, что Центробанк России в апреле 2014 года потребовал от банков проверять деловую репутацию у клиентов, прежде чем принять их на обслуживание.
В большинстве случаев управление репутацией состоит из основных этапов:
- Мониторинг (сбор и аналитика) упоминаний объекта и оценка  состояния онлайн-репутации, в том числе при помощи автоматических систем;
- Работа с негативом;
- Посевы — работа над увеличением количества позитивных упоминаний;
- SERM — search engine reputation management — управление тем, что пользователи видят в поисковой выдаче по брендовым запросам[7].

Отдельно выделяется понятие ORM (Online Reputation Management) — это комплекс работ по управлению репутацией в Интернете. Этот термин зачастую отождествляют с SERM. Но SERM — это составляющая ORM, которая охватывает конкретный пласт работ, нацеленных на результаты поисковой выдачи . SERM – это отдельный вид скрытого маркетинга, который направлен на управление репутацией бренда в интернете с использованием инструментов поисковой оптимизации .
Примером того, в каких случаях компании могут прибегать к управлению репутацией — это система отзывов на eBay или Яндекс Маркет, редактируемые пользователями статьи на Everything2 и Wikipedia. Результаты выдачи по поисковому запросу являются целью управления репутацией. Ниже приведены приемы, используемые компаниями, занимающимися управлением репутацией:
- Подбор ключевых слов и поисковая оптимизация размещаемых сведений о компании, таких как пресс-релизы и положительные отзывы клиентов с целью вытеснения негативного контента.
- Создание новых, не замеченных в негативе сайтов и профилей в социальных сетях, для очищения результатов поиска от негатива.
- Размещение пресс-релизов на авторитетных ресурсах с целью улучшения присутствия бренда и уменьшения негативного контента.
- Подача исков против тех, кто распространяет клевету.
- Упоминания о компании или частном лице на сторонних сайтах, что обычно ценится поисковыми системами.
- Активное продвижение бесплатных продуктов для создания положительного отклика у клиентов.
- Активная реакция на общественную критику, публикация пресс релизов и обзоров на сайтах.

## Этическая сторона
Применение управления репутацией вступает в конфликт с определенными этическими принципами. Профессионалы пока не пришли к общему мнению, где проходит грань между попытками раскрыть факты, компроматом и цензурой. Известны факты, когда фирмы использовали своих сотрудников как блогеров для написания отзывов на сторонних сайтах, предпринимали попытки подкупа или оголтелой критики администрации сайтов с негативными отзывами. В некоторых случаях использование методов управления репутацией может само по себе негативно отразиться на компаниях, если их попытки скрыть негативную информацию проваливаются.

## Причины возникновения
Согласно исследованию, проведенному в 2010 году Microsoft и Cross-Tab Market Research, 70 процентов компаний отказали соискателям на основании сведений, которые были найдены о них в интернете, но только 7 % американцев считают, что это может повлиять на результаты приема на работу. Опрос CareerBuilder.com выявил, что 1 из 4 менеджеров по персоналу использует поисковики для получения информации о соискателе. Один из 10 также просматривает профили кандидата на вакансию в социальных сетях. Согласно исследованию Ponemon Institute, частной аналитической компании, примерно половина американских специалистов по персоналу используют интернет для принятия решения о приеме на работу соискателей.[19]
Согласно исследованиям BrightLocal Local Consumer Review Survey 2013, 85 % потребителей ищут информацию об интересующих их брендах и компаниях в сети Интернет.
Часто возникают ситуации, когда уважаемые организации или частные лица, даже те, у которых не было до этого своего сайта, могут обнаружить своё название или имя в черном списке интернет мошенников. Такое негативное отношение, больно бьющее по репутации компании или человека, часто возникает в результате негативной информации, размещаемой в блогах, сайтах отзывов, сайтах-подделках, сайтах-ответах, форумах и комментариях. В этих случаях, когда невозможно удалить неверную информацию путём переговоров, эксперты считают, что единственным выходом является управление репутацией, в частности понижение позиций негативной информации в поисковой выдаче и активное продвижение полезной, положительной информации о компании или человеке.
Тональность и численность упоминаний бренда может оказывать влияние на оценку качества сайта поисковыми системами. Несмотря на то, что само по себе упоминание не является фактором ранжирования, его тональность учитывается. И косвенно - через семантику алгоритма поисковой системы - или напрямую - через поведение пользователей на сайте (или на социальной странице) заведения - меняет позиции сайта организации в выдаче поисковой системы.